# トヨタ・カレン
カレン（CURREN）は、トヨタ自動車がかつて生産・販売していたクーペ型の乗用車である。

## 概要
型式はST206、ST207（XSツーリングセレクション）、ST208（TS）。
セリカの姉妹車であり、北米市場限定であったST200系セリカのノッチバッククーペをベースにフロントデザインを変更したものである。
エンジンはすべて直列4気筒で、XSおよびFSには基本性能を抑え、実用性と経済性を重視したハイメカツインカムの3S-FEが、走行性能にこだわったZSにはスポーツツインカムの3S-GEが、TSには1.8Lエンジンの4S-FEが搭載された。XSには4WS仕様のXSツーリングセレクション、ZSにはスーパーストラットサスペンション仕様のZSスポーツセレクションの設定があった。いずれのエンジンにも5速MTまたは4速ATが組み合わされた。駆動方式はFFのみで、セリカに設定のあった4WDは存在しない。
同等グレードと比較した場合カレンの方が30kg軽く、剛性面で有利となっている。また、オプションパーツやアフターパーツもセリカ用の多くが流用可能とはいえ、スポーティーよりむしろ、ムード（雰囲気）主体のスペシャルティカーという性格が強かったためか、3S-FE搭載のXSが販売の中心を担っていた。

## 歴史
- 1994年1月26日 - トヨタビスタ店（現・ネッツ店）で販売開始。CM出演者は永瀬正敏。キャッチコピーは「そのクルマはカレンです。」
- 1995年1月 - 特別仕様車としてXSリミテッドを発売。
  - 10月 - マイナーチェンジ。運転席エアバッグ標準装備、フロントバンパーの意匠変更、テールランプのスモーク化、リヤワイパーの設定、アルミホイールの切削光沢化、ベーシックグレードのFSがTSに置き換えられるなどの変更が行われた。
- 1996年6月 - 一部改良。ABSおよび助手席エアバッグ標準装備、ウィンドーガラスを紫外線カットタイプのものに変更。300台限定車としてTRDスポーツを発売。
- 1997年12月 - XSツーリングセレクション販売終了。
- 1998年9月[2] - オーダーストップならびに生産終了。以降は在庫のみの対応となる。
- 1999年8月[3] - 販売終了。1代限りで廃止となった。新車登録台数の累計は4万1,723台、実販売台数は4万4,686台。

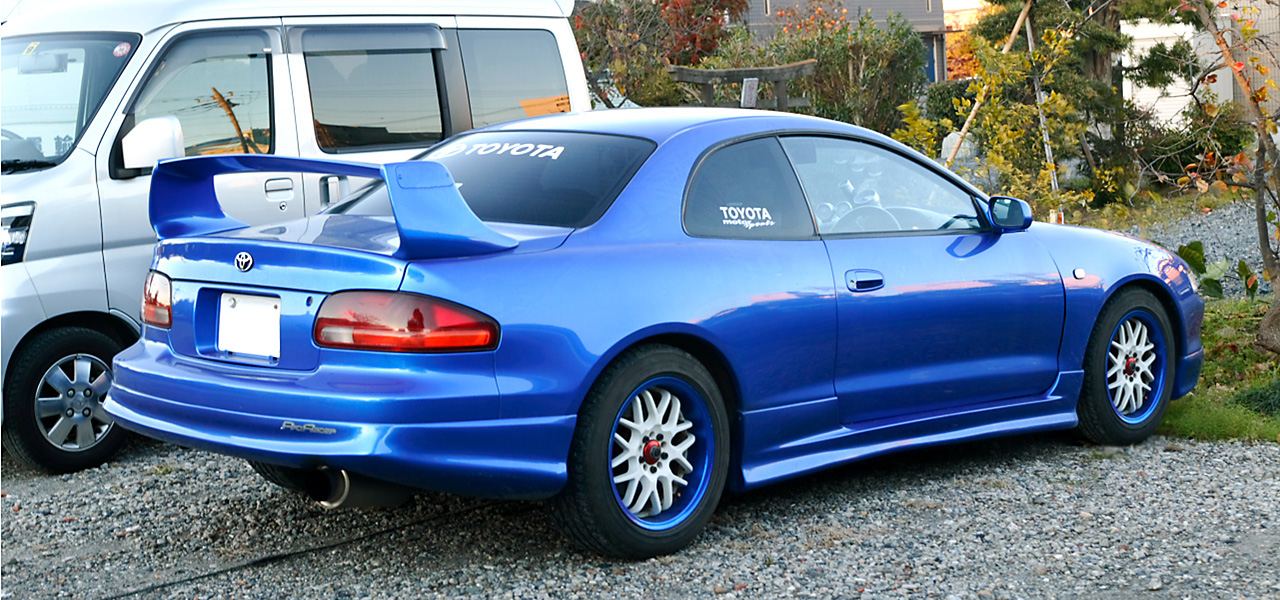
ZS
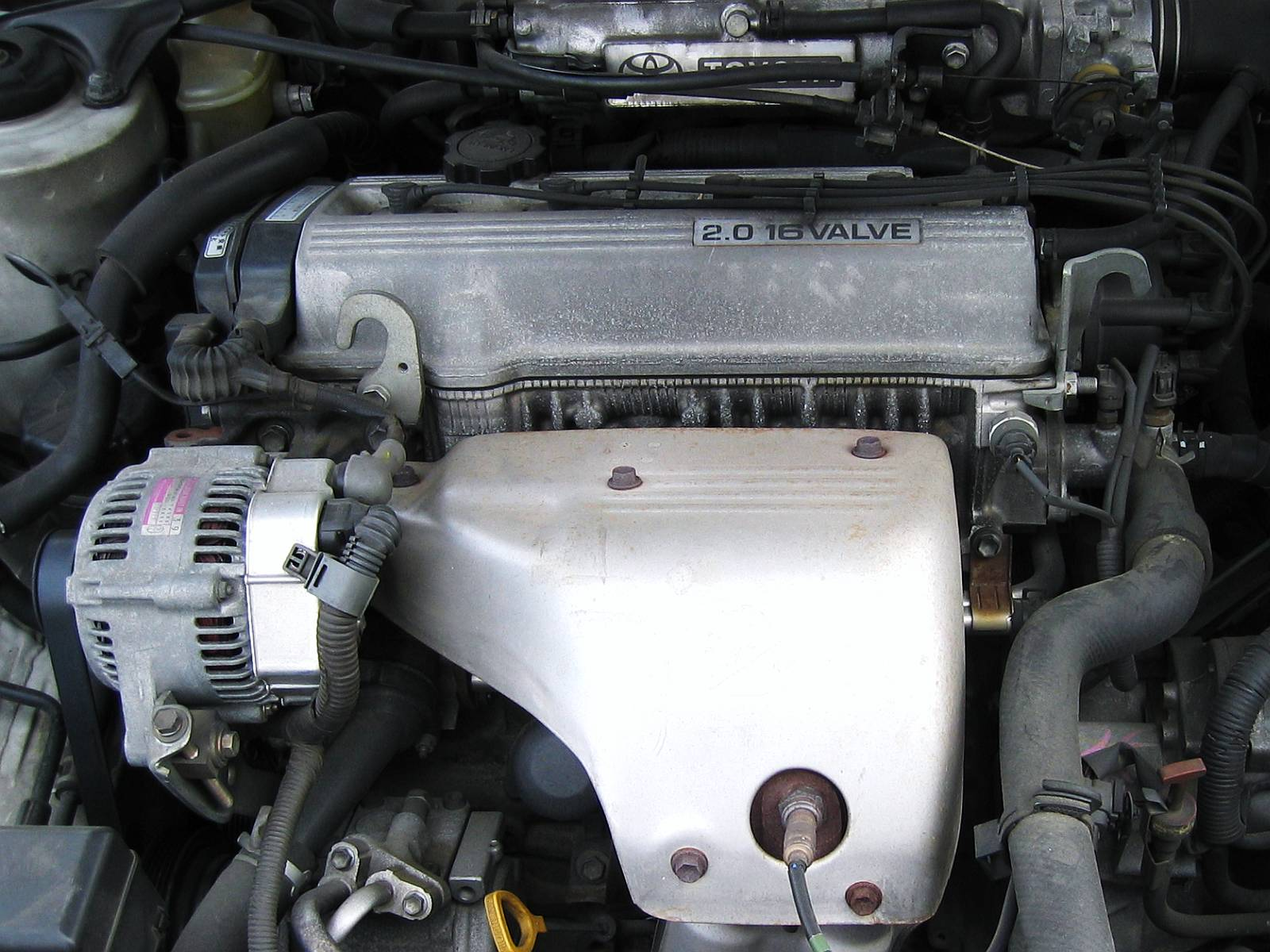
カレン XSの2.0L 3S-FEエンジン

## 車名の由来
「現代の」「時流に乗った」という意味の英語 current をもとに作られた造語。また可憐という言葉の意味も存在している。

## 取扱販売店
- トヨタビスタ店（現・ネッツ店） - ただし、沖縄県にはトヨタビスタ店がなかったため、トヨタオート沖縄（のちのネッツトヨタ沖縄、現・沖縄トヨタ自動車）で取り扱っていた。